# Philipp Freudenberg

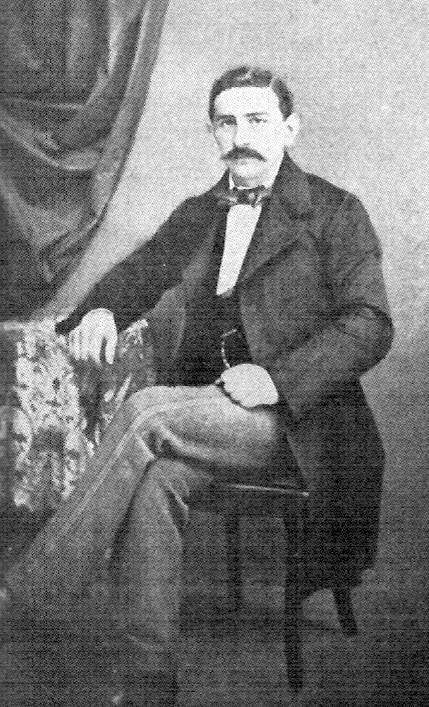
Philipp Freudenberg 1860

Philipp Freudenberg (* 20. Oktober 1833 in Bödefeld; † 10. Februar 1919 in Berlin) war ein deutscher Kaufmann und von 1889 bis zu seinem Tod Inhaber des Kaufhauses Gerson.

## Leben
Philipp Freudenberg wuchs in Bödefeld als ältester Sohn von Simon Freudenberg (1802–1874) auf. Seine Mutter Rachel (Regine), geborene Vogelsang, stammte aus Erwitte. Es gab noch 10 jüngere Geschwister. Zunächst arbeitete er in einem Aachener Kurzwarenladen, wo er den 9 Jahre jüngeren Levi Hirsch kennenlernte. Danach gründete er zusammen mit Hirsch ein Modegeschäft in Elberfeld.
1863 heiratete er Johanna Löwenstein in Brüssel, deren Bruder dort ein Spitzenstoffgeschäft betrieb. Das Paar bekam 5 Kinder. Während Levi Hirsch sich in Brüssel niederließ und seinen Namen in Léo Hirsch änderte, zog Freudenberg mit seiner Familie nach Berlin, wo er eine leitende Stelle im damals führenden Kaufhaus Gerson bekam. 1889 wurde Freudenberg Teilhaber und 1891 Alleinbesitzer. Mit den Geschäftshäusern Werderscher Markt 5–6 und Werderstraße 9–12 besaß die Firma Gerson zwei Kaufhauspaläste, einer für Mode, einer für exklusive Möbel aus eigener Werkstatt, beide in Sichtweite des Schlosses gelegen.

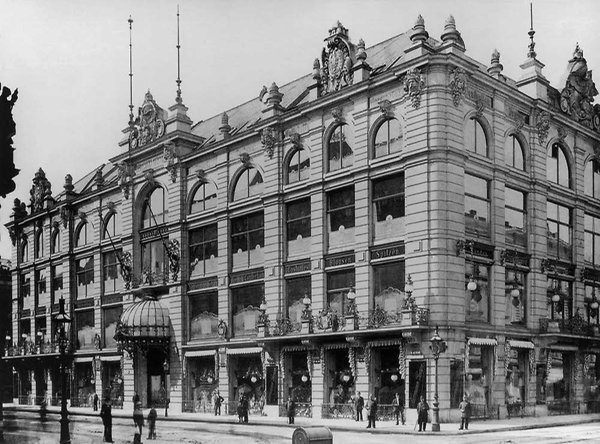
Berlin Kaufhaus Gerson, Werderscher Markt 5

Gleich bei Übernahme ließ Freudenberg das Kaufhausgebäude am Werderschen Markt 5–6 abtragen und durch einen noch größeren und prachtvolleren Nachfolgebau nach Plänen des Architekten Carl Bauer ersetzen. Der bisherige Namen Hermann Gerson wurde beibehalten. Kurz nach der Jahrhundertwende vollzogen die Kaufhäuser einen Schwenk von traditioneller Gediegenheit zur Moderne. Die Geschäftsräume wurden durch Alfred Mohrbutter und Hermann Muthesius modernisiert und die neuesten Kreationen von Paul Poiret und anderen Pariser Modeschöpfern wurden präsentiert.
Im Jahr 1906 wurde Freudenberg Mitglied der Gesellschaft der Freunde.

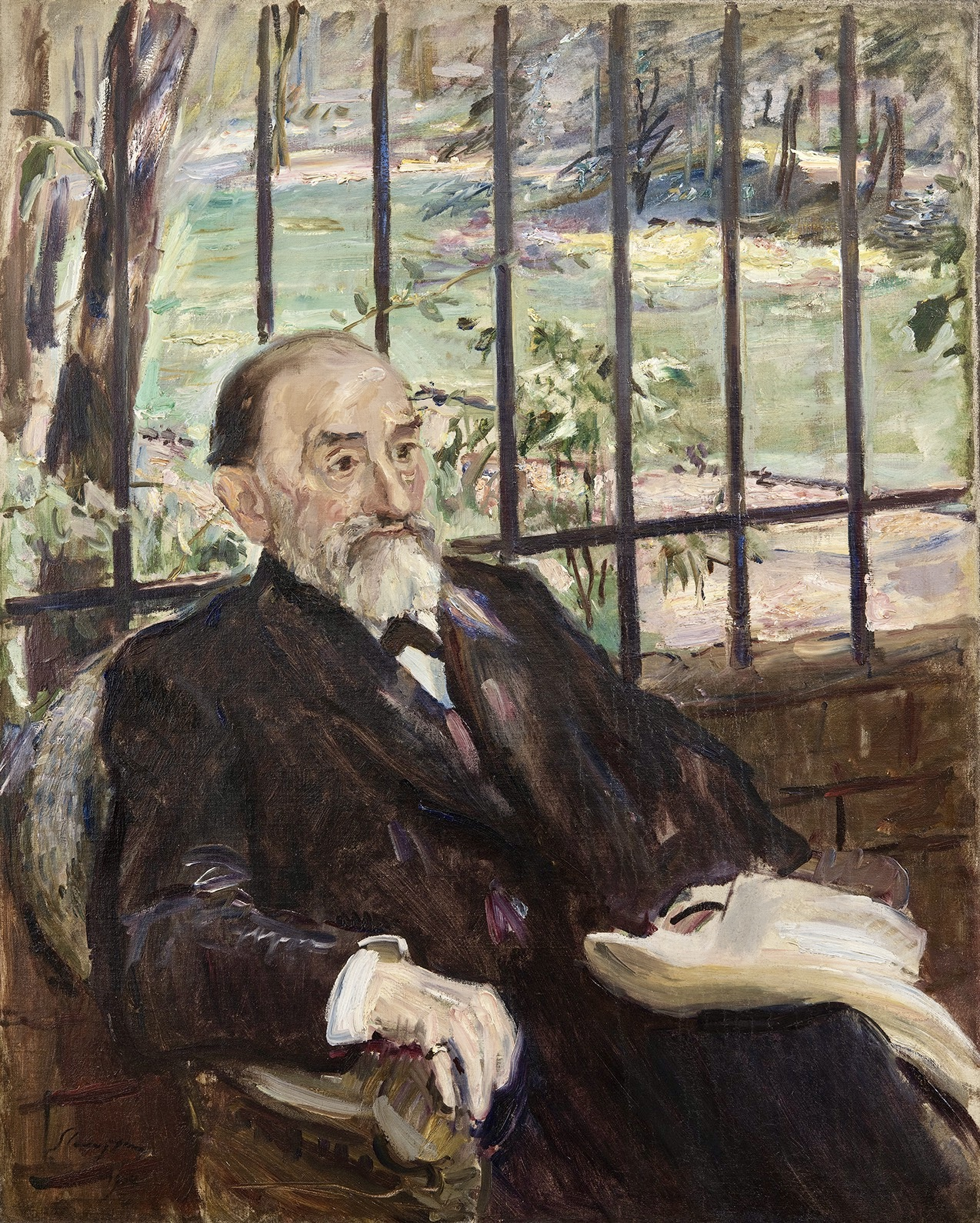
Max Slevogt: Kommerzienrat Philipp Freudenberg, Berlin 1904

## Nachfolge
Nach Freudenbergs Tod erbten seine Kinder das Unternehmen. Hermann Freudenberg (1868–1924) und Julius Freudenberg (1870–1927), die beide mit Töchtern von Léo Hirsch verheiratet waren, wurden Geschäftsführer. Sie erweiterten das Haus am Werderschen Markt 1919 durch einen Anbau nach Plänen des Architekten H. Derneburg. In den 20er Jahren beschäftigten die Kaufhäuser bis zu 1200 Mitarbeiter und beteiligten sich auch an der Berliner Durchreise, die zweimal im Jahr im sogenannten Textilviertel zwischen Hausvogteiplatz und Werderschem Markt, stattfand. Privat ließ Hermann sich von Muthesius in Nikolassee ein Landhaus bauen, wo er sich eine bedeutende Kunstsammlung mit Gemälden von Vincent van Gogh, Henri Matisse, Max Liebermann und Lyonel Feininger aufbaute.
Ab 1928 wird die Geschäftsführung von folgenden Personen wahrgenommen: Georg Freudenberg (Sohn von H. Freudenberg), Regina Freudenberg (Witwe von J. Freudenberg), Rudolf Mayer (Schwiegersohn von P. Freudenberg) und Hermann Mayer (Schwiegersohn von Georg Freudenberg). Alle sind auch Inhaber der Firma „Herrmann Gerson“.

## Arisierung
Im Jahr 1932 (Weltwirtschaftskrise) konnte die insolvenzbedrohte Firma „Herrmann Gerson“ einen Vergleich mit ihren Gläubigern schließen, wenn auch unter Veräußerung der Kunstsammlungen der Familie.
Der Vergleich bewirkte den Fortbestand des Unternehmens als „Herrmann Gerson GmbH“ und leitete die Verdrängung der Familie Freudenberg ein.
Regina Freudenberg, Hermann Mayer und Rudolf Mayer hatten bereits 1930, vor „Machtergreifung“, die Gefahr erkannt und Deutschland verlassen.
Georg Freudenberg wurde noch bis September 1935 als Geschäftsführer genannt, allerdings hatte er bereits seine GmbH-Anteile an Gläubiger verloren. Unter weiteren Pressionen der Nationalsozialisten wurde Georg Freudenberg durch Rolf Horn ersetzt. 1936 folgte ihm sein Bruder Herbert Horn nach.
Vom letzten Gläubiger erwarben die Gebrüder Horn das gesamte Stammkapital für 2000 RM. Ab 1937 wurde eine geänderte Firmenbezeichnung veröffentlicht: „Herrmann Gerson, Inhaber Gebrüder Horn“.
Zitat aus einem Interview mit Detlev Albers, 1985: „Für viele war die Arisierung ein einmaliger Glücksumstand“.
In 1950 errichtete HORN ein 5-geschössiges Geschäftshaus nebst Verkaufsfiliale für Damenmode am Kurfürstendamm 224.

## Schicksale
- Georg Freudenberg lebte seit 1948 in Jerusalem, Israel.[12] Rudolf Mayer kehrte nach langer Flucht über Kuba und Argentinien 1937 nach Belgien zurück.[13]
- Hermanns älteste Tochter Helene, die Hermann Mayer geheiratet hatte, floh 1934 mit ihrer Familie in die Niederlande. Nach der Besetzung der Niederlande 1940 wurde die Familie aufgegriffen und in Konzentrationslager gebracht. Ihre beiden Töchter Beppi und Magrit starben im KZ Auschwitz.[14] Hermann und Helene wurden nach langer Flucht 1944 in das KZ Bergen-Belsen eingewiesen. Kurz vor der Befreiung in 1945 verstarb Hermann, Helena überlebte zwar das Lager, sie war jedoch durch die Misshandlungen im Lager und dem anschließenden Transport, bei andauernden Kampfhandlungen, so geschwächt, dass sie im Mai 1945 verstarb.[15]

Am 8. April 2016 wurden vor dem ehemaligen Wohnort, Berlin-Nikolassee, Potsdamer Chaussee 48, Stolpersteine für die Familie verlegt.